# 查爾斯·梅爾頓
查尔斯·迈克尔·梅尔顿（Charles Michael Melton，1991年1月4日—） 是一位美国演员。2017 年至 2023 年間，他在CW电视连续剧河谷鎮中扮演雷吉·曼特尔 (Reggie Mantle), 因此獲得關注，并在之後主演电影《太阳也是一颗星星》(The Sun Is Also a Star ) (2019 年) 和《五月的你，十二月的他》 (May December) (2023 年) 。  

## 早期生活
梅尔顿于 1991 年 1 月 4 日出生于美国阿拉斯加州朱诺，父母是 Sukyong 和 Phil Melton。 他的父亲是具有英国血统的美国人，   他的母亲是韩国移民，于 1990 年随父亲移居美国。梅尔顿是他们的长子。 由于他的父亲在军队工作，他們经常搬家。 他和家人曾經在韩国京畿道平泽生活了大约五年。 他们最终在堪萨斯州曼哈顿定居下来 梅尔顿于 2009 年从曼哈顿高中毕业 梅尔顿就读于附近的堪萨斯州立大学，並在比尔·斯奈德教练的指导下，在橄榄球队中担任防守后卫。  他 20 岁时离开学校追求演艺事业，并于 2012 年搬到加利福尼亚州洛杉矶。 
此前，他还曾在Wag應用程式上担任遛狗员。 

## 職業生涯
他最初以模特身份出道成功，为Dolce & Gabbana 、 Kenneth Cole和MAC走秀。 他的第一个演出作品包括在《欢乐合唱团》和《美国恐怖故事》中客串。 
2017 年，梅尔顿在 CW 系列《河谷镇》第二季中饰演雷吉·曼特尔 (Reggie Mantle) 而受到主流关注。他接替了因出演《十三个原因》而离开演员阵容的罗斯·巴特勒。 第二季中成為常設角色后，梅尔顿从第三季开始正式成为河谷镇的固定班底。  2019年，他在根据尼古拉·尹同名小说改编的电影《太阳也是星星》中饰演丹尼尔·裴。  梅尔顿是第一位在好莱坞主流片商發行的青少年爱情电影中主演的韩裔美国和亚裔美国演员。 

## 個人生活
2018年6月，梅尔顿因在2011年和2012年上傳的羞辱肥胖推文引起争议。事後梅爾頓道歉，称这些推文“不成熟、具有攻击性且不恰当”。 
2018年10月至2019年12月，梅爾頓与《Riverdale》同框演員卡米拉·门德斯约会 

## 影視作品

### 电影
| 年     | 标题                              | 角色      | 笔记     |
| ------ | --------------------------------- | --------- | -------- |
| 2018年 | 《The Thinning: New World Order》 | Cage      | 網路電影 |
| 2019年 | 《The Sun Is Also a Star》        | 丹尼尔·裴 |          |
| 2020年 | 《絕地戰警FOR LIFE》              | 拉夫      |          |
| 2020年 | 《我的爆紅人生》                  | 本人      | 客串     |
| 2021年 | 《Heart of Champions》            | 克里斯    |          |
| 2022年 | 《Secret Headquarters》           | Hawaii    |          |
| 2023年 | 《五月的你，十二月的她》          | 喬伊·劉   |          |
| 2025年 | 《战·争》                         | Jake      |          |

### 電視劇
| 年份      | 劇名                   | 角色            | 備註                                       |
| --------- | ---------------------- | --------------- | ------------------------------------------ |
| 2014年    | 《歡樂合唱團》         | 模特兒          | 剧集："New New York"                       |
| 2015–2016 | 《美国恐怖故事：酒店》 | 吴先生          | 2 集                                       |
| 2017–2023 | 《河谷鎮》             | 雷吉·曼特尔     | 常設角色（第 2 季）；主要角色（第 3-7 季） |
| 2021年    | 《美国恐怖故事》       | 怀亚特          | 剧集：《顽皮名单》                         |
| 2023年    | 《扑克脸》             | 戴维斯·麦克道尔 | 劇集: "The Future of the Sport"            |
| 2023年    | 《帝國時代2》          | 乔希·穆德曼     | 3集                                        |

### 音乐錄影帶
| 年份   | 曲名                                         | 演出者         |
| ------ | -------------------------------------------- | -------------- |
| 2016年 | 〈Save My Soul〉                             | 乔乔           |
| 2019年 | 〈Break up with Your Girlfriend, I'm Bored〉 | 格兰德阿丽亚娜 |

## 奖项和提名
| 年分 | 名稱                 | 獎項           | 作品                 | 結果 | Ref.   |
| ---- | -------------------- | -------------- | -------------------- | ---- | ------ |
| 2023 | 評論家選擇協會       | 最佳演出突破獎 | 五月的你，十二月的她 | 獲獎 | [ 17 ] |
| 2023 | 哥譚獎               | 最佳配角演出   | 五月的你，十二月的她 | 待定 | [ 18 ] |
| 2023 | 聖塔芭芭拉國際電影節 | Virtuoso Award | 五月的你，十二月的她 | 獲獎 | [ 19 ] |